# Jimmy Cliff
Pour les articles homonymes, voir Chambers, James Chambers et Cliff.
Jimmy Cliff, né James Chambers, est un acteur et auteur-compositeur-interprète de reggae jamaïcain né le 30 juillet 1944 dans le  Somerton District de la Paroisse de Saint James en Jamaïque.
L'artiste, de renommée internationale, est ouvert à différentes influences musicales. Ses chansons les plus célèbres sont : Many Rivers to Cross (1969), The Harder They Come (1972), Reggae Night (1984), I Can See Clearly Now, (1992), Hakuna Matata (1995).
Le chanteur a obtenu deux fois le Grammy Award du meilleur album de reggae : en 1986 pour Cliff Hanger ainsi qu'en 2013 pour Rebirth.
En 2010, il entre au Rock and Roll Hall of Fame.

## Biographie

### Débuts
Élevé par son père dans un milieu très pauvre, Jimmy Cliff quitte l'école à treize ans. Il apprend les chansons de rock 'n' roll de Fats Domino, Little Richard, Bobby Day ou Dee Clark. Sa carrière débute lorsqu'il quitte la campagne en autobus pour la capitale Kingston, où il rencontre Count Boysie (ne pas confondre avec Count Basie...) avec qui il enregistre les ska Daisy Got Me Crazy et I'm Sorry pour le sound system de sir Cavalier.
Fin 1961, il propose quelques chansons à Leslie Kong, dont le titre Dearest Beverley, qui décide le marchand de glaces à investir dans son premier enregistrement et à créer la marque Beverley's. Le disque sort en Angleterre chez Island Records en même temps que celui de Bob Marley. Mais seul Hurricane Hatty de Jimmy Cliff deviendra un succès. Il enregistre d'autres singles chez Leslie Kong, dont King Of Kings et l'énorme succès local Miss Jamaica.
En 1964, Jimmy part en tournée avec Byron Lee, et s'envole avec lui pour New York en compagnie de Prince Buster, Millie Small et Delroy Wilson dans le but de promouvoir le ska aux États-Unis. Au cours de la même année, Cliff a été choisi comme l'un des représentants de la Jamaïque à l'Exposition universelle, et il a participé à un programme appelé This is Ska! aux côtés de Prince Buster, Toots and the Maytals, et Byron Lee and the Dragonaires. En 1965, il part pour Londres où il rencontre Chris Blackwell. Celui-ci le fait tourner avec un groupe de rockeurs blancs, dont Ian Hunter à la guitare et P.P. Arnold aux chœurs (ils passent à Paris au Palais des Sports en 1968). Il enregistre la reprise de Whiter Shade Of Pale de Procol Harum pour Island.

### Premiers succès internationaux
En 1968, au Brésil, il représente la Jamaïque au concours international de la chanson qu'il gagne avec le titre Waterfall, qui lui vaut un succès énorme en Amérique du Sud. Il signe alors chez A&M et écrit le reggae Wonderful World, Beautiful People  qui triomphe en Angleterre en 1969. Son premier album, réalisé par Leslie Kong, sort chez A&M aux États-Unis et chez Trojan en Grande-Bretagne. Il contient le morceau Vietnam, qui fait grande impression à Bob Dylan et à Paul Simon. On y trouve aussi la ballade Many Rivers To Cross, repris plus tard par Joe Cocker.
Jimmy Cliff obtient alors le premier rôle dans le film The Harder They Come de Perry Henzell qui raconte la dure réalité de l'industrie du disque en Jamaïque. Le tournage du film dure deux ans. Entretemps, Jimmy enregistre deux autres disques, Hard Road To Travel (Trojan-A&M) où l'on trouve une influence jamaïcaine teintée de pop anglaise. Avec Another Cycle (Island), il affirme son intention de toucher à tous les styles.
La bande-son du film est un grand succès pour Island. Il contient deux versions de The Harder They Come et les morceaux You Can Get It If You Really Want et Sitting In Limbo. Les autres titres sont de Desmond Dekker, Toots & The Maytals, The Melodians, Scotty et The Slickers. Jimmy refuse alors la proposition de Chris Blackwell et signe chez EMI et sort l'album Unlimited, sans succès. Il retourne alors chez Island et renoue avec un reggae rapide typique des premières années avec Struggling Man (1974).
Il enregistre des disques de pop, s'essaie aux rythmes sud-américains et collabore avec le chanteur de reggae Joe Higgs. Il enchaîne plusieurs albums aux styles ensoleillés dans différentes maisons de disques.

### Évolution
En 1982, le titre Many Rivers to Cross est utilisé dans une publicité télévisée pour un parfum  en France. La chanson est rééditée en 45 tours et se vend à 150 000 exemplaires.
L'année 1982 est une année charnière pour Jimmy Cliff quand il signe un nouveau contrat avec CBS, il est tourné vers l'Afrique et l'Amérique du Sud. Parallèlement, il fait la connaissance d'Amir Bayyan, un des guitaristes et claviéristes de Kool & The Gang. Ensemble, ils produiront les albums The Power & The Glory (1983) (qui contient Reggae Night, We All Are One et sera disque d'or en France), Cliff Hanger (1985) (qui contient Hot Shot, American Sweet et lui permet d'obtenir son premier Grammy Award du meilleur album de reggae) et Hanging Fire (1987) (qui contient notamment Love me Love me). Les musiciens de Kool & The Gang participeront aux enregistrements de la plupart d'entre eux. Ces trois albums propulseront Jimmy Cliff sur la scène internationale. Ces albums ont souvent une connotation humaniste chère à Jimmy Cliff. Il participe également à l'album Sun City avec le groupe  Artists United Against Apartheid créé par Steven Van Zandt. En 1986, il fait les choeurs sur l'album Dirty Work des Rolling Stones.
En 1992, il obtient un nouveau succès en reprenant I Can See Clearly Now de Johnny Nash. Le titre porte la bande-son du film Rasta Rockett. En 1994, il participe à la bande originale du dessin animé de Walt Disney Le Roi lion, (1994 ) avec le titre Hakuna Matata.
Il obtient enfin un dernier tube en France en duo avec Bernard Lavilliers : Melody Tempo Harmony. En 1996, il se produit à la Fête de l'Humanité. En 1997, il sort l'album Higher and Higher qui sera disque d'or en France. Dans l'Hexagone, Jimmy Cliff a vendu deux millions de singles et un million d'albums.

### Années 2000 à nos jours
Jimmy Cliff collabore avec Annie Lennox, Joe Strummer et Sting pour son album Fantastic Plastic People en 2002. Il retravaillera certaines chansons pour son album Black Magic en 2004 et leur donnera un son plus électronique.
Le 20 octobre 2003, le gouvernement jamaïcain décore Jimmy Cliff de l'Ordre du mérite.
En 2005, il interprète en duo avec Yannick Noah Take Your Time. Son titre Sitting in Limbo est utilisé pour la bande son du film In Her Shoes de Curtis Hanson.
En mars 2010, il devient membre du Rock and Roll Hall of Fame lors d'une cérémonie d'intronisation tenue au Waldorf Astoria de New York. La même année, il sort l'album Existence.
Jimmy Cliff est apparu dans le documentaire de 2011 Reggae Got Soul: The Story of Toots and the Maytals (Le reggae a de l'âme : l'histoire de Toots and the Maytals) qui a été diffusé sur la chaîne BBC et a été décrit comme « l'histoire jamais racontée de l'un des artistes les plus influents à avoir jamais émergé de Jamaïque »,. En 2012 paraît l'album Rebirth et lui vaudra son deuxième Grammy Award du meilleur album de reggae .
En 2022, après dix ans d'absence, il sort l'album Refugees pour lequel il collabore avec Wyclef Jean, Dwight Richards et sa fille Lilty Cliff .

### Vie privée
Contrairement à la plupart de ses compatriotes qui adoptent les thèses du rastafarisme, Jimmy Cliff est d'abord chrétien par son éducation. Ensuite il fera pendant quelque temps l'expérience de l'islam après une conversion au Sénégal (en prenant comme nouveau nom : El Hadj Naïm Bachir,). Désormais il affirme croire en la science.
Il est marié et a un fils Aken et deux filles Lilty et Nabiyah Be qui est chanteuse et actrice,.

## Discographie
- Hard Road To Travel, 1968
- Jimmy Cliff, 1969, réédité chez Trojan en 1988
- Goodbye Yesterday, 1970
- Another Cycle, 1971
- The Harder They Come, 1972, réédité en 2003
- Unlimited, 1973
- Struggling Man, 1974
- House of Exile, 1974 Réédition 1975 EMI Records Ltd
- La levée des Tomahawks (en) (Brave Warrior) de Spencer Gordon Bennet, 1975
- Follow My Mind, 1975
- The best of Jimmy Cliff in concert, 1976
- Give Thanx, 1978
- I Am The Living, 1980
- Give the People What They Want (Jimmy Cliff), 1981
- Special, 1982
- The Power and the Glory (en), 1983

- Cliff Hanger, 1985
- Sense Of Direction, 1985
- Club Paradise, 1986
- Hanging Fire, 1987
- Images, 1989
- Save Our Planet Earth, 1990
- Breakout, 1992
- Hakuna Matata , 1995
- Higher and Higher, 1996
- Journey of a Lifetime, 1998
- Humanitarian, 1999
- Fantastic Plastic People, 2002
- Black Magic, 2003
- King Of Kings - The Best Of Jimmy Cliff, 2008
- Existence, 2010
- Original Album Classics, 2011
- Rebirth, 2012
- Refugees , 2022

## Charts
Classement dans les charts britanniques (durée et meilleure position)  :
- 1969 : Wonderful World, Beautiful People, 13 semaines, → n°6
- 1970 : Vietnam, 3 semaines, → n°46
- 1970 : Wild World, 12 semaines, → n°8
- 1994 : I Can See Clearly Now, 5 semaines, → n°23

Classement dans les charts américains (durée et meilleure position)  :
- 1969 : Wonderful World, Beautiful People, 11 semaines, → n°25
- 1994 : I Can See Clearly Now, 25 semaines, → n°18

Classement dans les charts français (meilleure position) , :
- 1970 : Wild World, → n°17
- 1972 : The Harder they Come, → n°32
- 1984 : Reggae Night, → n°2
- 1984 : We all are one, → n°15
- 1985 : Hot Shot, → n°24
- 1994 : I Can See Clearly Now → n°1
- 1995 : Hakuna Matata (avec Lebo M) → n°7
- 1995 : Melody Tempo Harmony (avec Bernard Lavilliers) → n°6

## Filmographie
- 1964 : This Is Ska! film documentaire de la BBC
- 1972 : The Harder They Come, de Perry Henzell.
- 1982 : Bongo Man film documentaire de Stefan Paul
- 1986 : Club Paradis, d'Harold Ramis
- 1990 : Désigné pour mourir,  de Dwight H. Little  , aux côtés Steven Seagal , pour lequel Jimmy Cliff signe trois titres.
- 2012 : Marley, de Kevin Macdonald

## Sources
- Bruno Blum in Le Dictionnaire du rock, sous la direction de Michka Assayas, éditions Robert Laffont, collection Bouquins, 2001.